# 史密斯維爾弗拉茨 (紐約州)
史密斯維爾弗拉茨（英語：Smithville Flats）是位於美國紐約州希南戈縣的普查規定居民點。

## 人口
根據2020年美國人口普查的數據，史密斯維爾弗拉茨的面積為3.68平方千米，皆為陸地。當地共有人口303人，而人口密度為每平方千米82.34人。